# Osman Nuri-Pasza

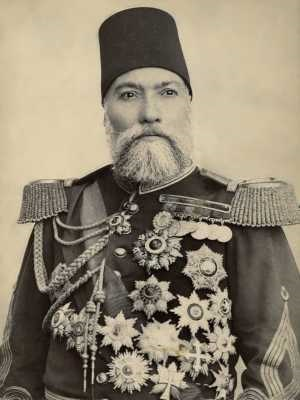
Osman Nuri-Pasza

Osman Nuri-Pasza, Osman Nuri Pasa (ur. 1832 w Tokat, zm. 14 kwietnia 1900 w Stambule) – osmański dowódca, marszałek z 1876.

## Życiorys
W 1852 ukończył akademię wojskową w Stambule. Uczestniczył w wojnie krymskiej 1853–1856, w walkach przeciwko ruchom narodowowyzwoleńczym na Krecie (powstanie kreteńskie), dowodził korpusem w czasie wojny turecko-serbskiej, w wojnie 1876 i wojnie rosyjsko-tureckiej 1877–1878.
Poprzez manewr od Widinu do Plewny w lipcu 1877 próbował uderzeniem na skrzydło doprowadzić do zerwania natarcia wojsk rosyjskich od Dunaju do Bałkanów, ale został zablokowany pod Plewną. Od 8 (20) lipca do 28 listopada (10 grudnia) 1877 dowodził obroną Plewny. Odbił trzy szturmy wojsk rosyjskich i na długi czas blokował ich główne siły, za co otrzymał tytuł gazi („zwycięzca”). Po nieudanej próbie przebicia blokady skapitulował wraz z 40-tysięcznym garnizonem Plewny.
W latach 1878–1885 minister wojny Turcji. W czasie wojny grecko-tureckiej 1897 naczelny dowódca armii tureckiej.